# Eberhard Schuy
Eberhard Schuy (* 7. November 1955 in Wiesbaden) ist ein deutscher Werbe- und Industriefotograf.

## Leben
Von 1972 bis 1975 absolvierte Eberhard Schuy eine Ausbildung zum Fotografen bei Wim Cox in Köln. Im Anschluss arbeitete Schuy als Studioleiter bei der Kölner Werbeagentur Zetweka. Im Jahr 1981 wechselte er zum Werbeassistenten für Fotografie bei der Linde AG Köln. Seit 1984 arbeitet der Fotograf selbstständig in seinem Kölner Studio für nationale und internationale Kunden. Von 1996 bis 2000 arbeitete Schuy im Meisterprüfungsausschuss der Handwerkskammer Köln mit. An der Hochschule für Gestaltung Schwäbisch Gmünd war Schuy von 2008 bis 2010 als Gastdozent im Rahmen der jährlich stattfindenden Laborwoche tätig.

## Veröffentlichungen
- Die Zukunft der Fotografie im Zeitalter von KI: KI als kreatives Werkzeug nutzen , (Audio-Kurs), (deutsch Feb.2024)
- Professionelle Kreativität und Fotografie: von der Inspiration zum fertigen Bild, dpunkt.Verlag, ISBN 978-3-86490-926-9 (deutsch 2023)
- Kreativ hingerotzt: zum Einstieg in die professionelle Fotografie, BoD Verlag Norderstedt, ISBN 978-3-7568-1980-5 (deutsch 2020)
- timbulär: Ein persönliches Buch zu Fotografie und Kreativität, funde-verlag, ISBN 978-3-9820206-0-0 (deutsch 2019)
- Objektfotografie: im Detail: Bilder, Sets und Erklärungen, Addison-Wesley, ISBN 978-3-8273-2885-4 (deutsch, polnisch, chinesisch 2010)
- Objektfotografie: Grundlagen für Einsteiger, Markt+Technik Verlag, ISBN 978-3-8272-4772-8, 2012
- Objektfotografie: Von der Sachaufnahme zur inszenierten Produktfotografie, Dpunkt.verlag, ISBN 978-3-86490-200-0, (deutsch, französisch 2014)
- stilllifealbum 03 - the workbook for art buyers (Beitrag 2015)
- Produktfotografie Ratgeber (E-Book 2016)
- Der Photograph 10/2014 - Titelstory in Österreichs Profi-Fotomagazin (Magazin 2014)
- Praxistraining Fotografie: Objekte im Detail - Live am Set mit Eberhard Schuy (Video)
- Praxistraining Fotografie: Available Light - Vorhandenes Licht + einige Hilfsmittel = hervorragende Bilder (Video)
- Photoshop-Praxis für Fotografen: Objektretusche Die Kunst, das Produkt zum „Hero“ zu machen (Video)
- Photoshop-Special: Bewegte Bilder - So kommen Fotos in Bewegung (Video)
- Einführung in die Objektfotografie. Bonn: Addison-Wesley 2009. ISBN 3-8273-2885-3 (DVD)
- Praxistraining Fotografie: Still-Life on Location - Objekte im Blickpunkt (Video)
- Der ideale Workflow für Fotoshootings Rebekka Strauß und Eberhard Schuy (Video)
- Praxistraining Fotografie: Studio, Ausrüstung und Lichtformer - Feb.-März 2014 (Video)
- Praxistraining Fotografie: Set-Aufbau und Lichtgestaltung im Studio Objekte, Materialien und Personen ideal darstellen (Video)
- Der Foto-Freitag - jeden Freitag eine neue Folge - Bild & Gestaltung - Techniken und Ideen für Fotografen (Video)
- Canon Feb. 2015 - exploring my work with the Canon 5D S (Video)
- Wie Produktbilder entstehen - Idee, Konzept, Umsetzung Video-Kurs

## Einzelausstellungen (Auswahl)
- 2016: Werbefotografie von Eberhard Schuy, Nanjing, China